# Піраїно
Піраїно (італ. Piraino, сиц. Piràinu) — муніципалітет в Італії, у регіоні Сицилія,  метрополійне місто Мессіна.
Піраїно розташоване на відстані близько 470 км на південний схід від Рима, 135 км на схід від Палермо, 65 км на захід від Мессіни.
Населення — 3980 осіб (2014).
Щорічний фестиваль відбувається першого вівторка після Великодня. Покровитель — San Giuseppe.

## Демографія
Населення за роками:

Станом на 1 січня 2023 року в муніципалітеті офіційно проживало 107 іноземців з 19 країн, серед них 35 громадян країн Євросоюзу та 12 громадян України.

## Сусідні муніципалітети
- Броло
- Джоїоза-Мареа
- Сант'Анджело-ді-Броло